# Броа
Броа (исп. Ensenada de la Broa) — бухта залива Батабано, расположенного в северной части Карибского моря у юго-восточного побережья Кубы. С юга бухта отделена от основной акватории залива Батабано полуостровом Сапата, на котором расположена природоохранная территория — болото Сапата. На востоке в бухту впадает река Атигуанико (Hatiguanico), на севере — река Маябеке (Mayabeque).
Бухта простирается на 54 километра в длину, от устья реки Атигуанико до мыса Пунта-Горда (Punta Gorda) на полуострове Сапата. Ширина бухты в устье, от мыса Пунта-Горда до местечка Плайя-Маябеке, составляет 30 километров. Наибольшая глубина бухты составляет 7,6 метра. Северное побережье бухты расположено в провинции Маябеке, восточное и южное побережья — в провинции Матансас.
Слово «броа», которое, вероятно, кельтского происхождения, означает в испанском языке залив или небольшую бухту, полную баров, отмелей и рифов.